# GNOME-DB
A GNOME-DB egy adatbázis alkalmazás, melyet a GNOME közösség fejleszt. A projekt célja, hogy egy nyílt forráskódú egységes adat elérési architektúrát nyújtson a GNOME projekthez minden Unix platformra. A GNOME-DB bármely alkalmazás számára hasznos lehet, amely perzisztens adatokat akar elérni (nem csak adatbázisokat, de adatokat is). Az adatok manipulálásához tartalmaz egy API-t is.

## Lásd még
- UnixODBC
- MySQL

## Külső hivatkozások
- Gnome-DB home page

## Fordítás
Ez a szócikk részben vagy egészben  a   GNOME-DB című angol Wikipédia-szócikk ezen változatának fordításán alapul.  Az eredeti cikk szerkesztőit annak laptörténete sorolja fel. Ez a jelzés csupán a megfogalmazás eredetét és a szerzői jogokat jelzi, nem szolgál a cikkben szereplő információk forrásmegjelöléseként.